# District de Feldbach
Le district de Felbach était une subdivision territoriale du land de Styrie en Autriche.

## Géographie

### Lieux administratifs voisins
| District de Graz-Umgebung | District de Weiz        | District de Fürstenfeld              |
| District de Leibnitz      |                         | District de Jennersdorf (Burgenland) |
|                           | District de Radkersburg | Slovénie                             |

## Communes
Le district de Feldbach était subdivisé en 55 communes :
- Auersbach
- Aug-Radisch
- Bad Gleichenberg
- Bairisch Kölldorf
- Baumgarten bei Gnas
- Breitenfeld an der Rittschein
- Edelsbach bei Feldbach
- Edelstauden
- Eichkögl
- Fehring
- Feldbach
- Fladnitz im Raabtal
- Frannach
- Frutten-Giesselsdorf
- Glojach
- Gnas
- Gniebing-Weissenbach
- Gossendorf
- Grabersdorf
- Hatzendorf
- Hohenbrugg-Weinberg
- Jagerberg
- Johnsdorf-Brunn
- Kapfenstein
- Kirchbach in Steiermark
- Kirchberg an der Raab
- Kohlberg
- Kornberg bei Riegersburg
- Krusdorf
- Leitersdorf im Raabtal
- Lödersdorf
- Maierdorf
- Merkendorf
- Mitterlabill
- Mühldorf bei Feldbach
- Oberdorf am Hochegg
- Oberstorcha
- Paldau
- Perlsdorf
- Pertlstein
- Petersdorf II
- Pirching am Traubenberg
- Poppendorf
- Raabau
- Raning
- Riegersburg
- Sankt Anna am Aigen
- Sankt Stefan im Rosental
- Schwarzau im Schwarzautal
- Stainz bei Straden
- Studenzen
- Trautmannsdorf in Oststeiermark
- Unterauersbach
- Unterlamm
- Zerlach